# Verónica Gómez Carabali
Verónica María Gómez Carabali (Caracas, 30 de agosto de 1985 - 13 de abril de 2012) fue una voleibolista venezolana. Formó parte de la Selección femenina de voleibol de Venezuela. Ganó la medalla de plata en los Juegos Centroamericanos y del Caribe de 2002 y la plata en los Juegos Bolivarianos de 2005. En 2007, fue galardonada en Bélgica como la jugadora de la temporada. Murió a los 26 años a causa de un paro cardíaco.